# کازوئه ایکورا
کازوئه ایکورا (انگلیسی: Kazue Ikura; ۲۳ مارس ۱۹۵۹ – ) صداپیشه، و بازیگر اهل ژاپن است. وی از سال ۱۹۷۹ میلادی تاکنون مشغول فعالیت بوده‌است.